# Махишасака
Махишасака (IAST: Mahīśāsaka, в будд. традиции — «наставление земли», «управление землёй») — одна из древнейших школ раннего буддизма ветви Вибхаджьявада.
Школа сформировалась после 232 года до н. э. Согласно буддийской традиции, школу Махишасака основал монах Пурана, который сохранил проповеди Будды такими, какими он их слышал от самого Будды. Пурана также требовал включить в Виная-питаку 7 правил, отвергнутых старейшинами сангхи. Сакральным цветом Махишасаки является голубой.
В основе доктрины школы Махишасака лежит учение о мгновенности просветления (экакшаняка-бодхи). Исходя из того, что Будда отождествлял себя со всей сангхой, то последователи Махишасаки считали, что дар общине является более значимым, чем дар Будде. Они также полагали, что даже сравнительно скромные «сверхспособности» (IAST: abhijñā), типа телепатических, недоступны небуддистам. Особое внимание в школе уделяли практике медитации (самадхи).

## Распространение школы

### Индия
Школа образовалась как результат второго Буддийского собора. По решениям собора осуждались определённого типа нарушения предписаний устава винаи, и эта школа стремилась придерживаться более строгих правил. В дальнейшем от этой школы ответвилась школа Дхармагуптака.

### Шри-Ланка
Махишасака была распространена также и в Шри-Ланка.
Китайский монах Фасянь в 406 году получил трактат Виная Махишасаки в храме Абхаягири-вихара, Анурадхапура. Чжу Даошэн и Буддхаджива перевели трактат на китайский язык в 434  году.